# Lyncina carneola
Lyncina carneola, tên tiếng Anh: Carnelian cowrie, là một loài ốc biển, là động vật thân mềm chân bụng sống ở biển trong họ Cypraeidae, họ ốc sứ.

## Phân bố

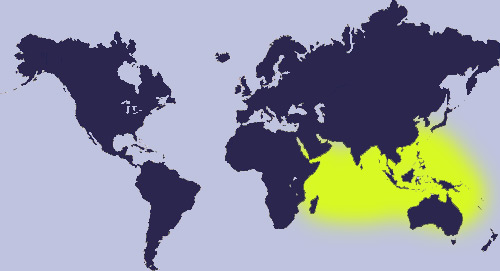
Bản đồ phân bố của Lyncina carneola

Chúng phân bố ở biển dọc theo Aldabra, Chagos, Comoros, East Coast của Nam Phi, Eritrea, Kenya, Madagascar, vùng bể Mascarene, Mauritius, Mozambique, Biển Đỏ, Réunion, Seychelles, Somalia và Tanzania.

## Hình ảnh

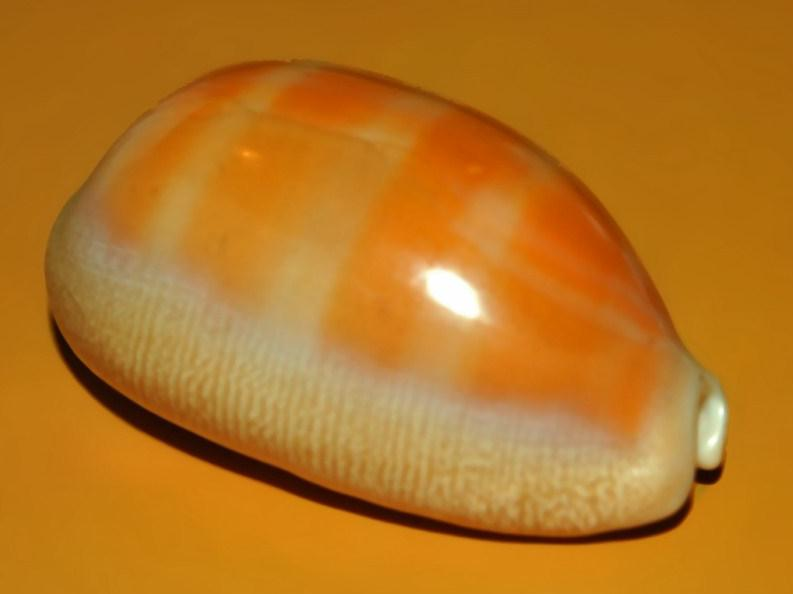
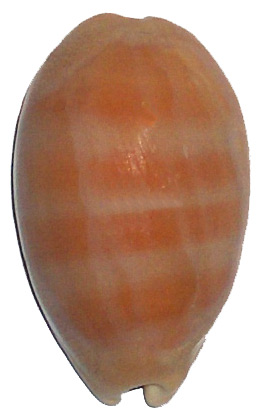
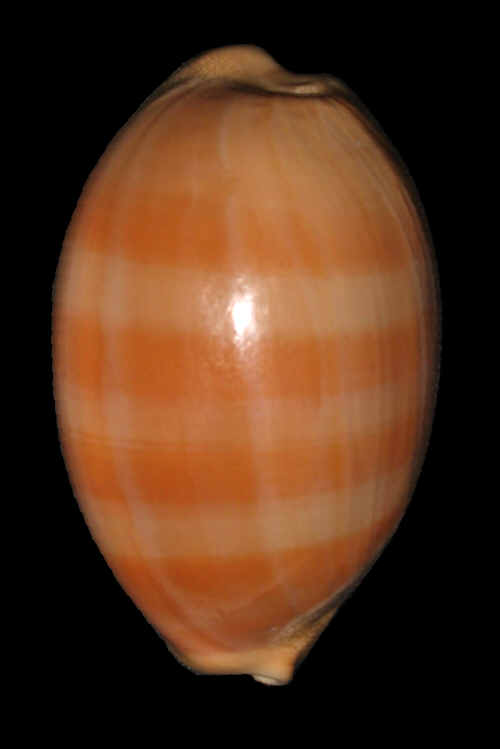